# Agrupación Deportiva Ferroviaria
L'Agrupación Deportiva Ferroviaria és un club de futbol de la ciutat de Madrid.
Va ser fundat l'any 1918 amb Leocadio Martín Ruiz com a primer president. L'any 2007 va desaparèixer i el 2019 tornà a la vida novament.

## Estadis
- Campo de la calle de la Princesa (1919-1921, propi)
- Campo de Delicias (1921-1948, propi)
- Cerro del Pimiento (1948-1950, federació)
- Gas (1950-1954)
- Ciudad Universitaria (1954-1982, federació)
- Ernesto Cotorruelo (1982-2007 i des de 2019, federació)

## Evolució de l'uniforme
El primer uniforme del club era totalment negre, fins que a meitat de la dècada de 1920 canvià a samarreta blava i pantaló blanc.
| 1918-25 | 1925-avui |  |

## Palmarès
- Campionat d'Espanya d'Aficionats: 1946, 1947

## Temporades
| Temporada | Nivell | Divisió    | Posició | Copa del Rei   |
| --------- | ------ | ---------- | ------- | -------------- |
| 1932/33   | 3      | 3a Divisió | 4t      |                |
| 1933/34   | 3      | 3a Divisió | 1r      |                |
| 1934/35   | 4      | 1a Reg.    | 1r      |                |
| 1935/36   | 4      | 1a Reg.    | 2n      |                |
| 1939/40   | 2      | 2a Divisió | 2n      | 16ens de final |
| 1940/41   | 3      | 3a Divisió | 2n      | 2a ronda       |
| 1941/42   | 2      | 2a Divisió | 7è      | 1a ronda       |
| 1942/43   | 2      | 2a Divisió | 7è      |                |
| 1943/44   | 3      | 3a Divisió | 8è      | 2a ronda       |
| 1944/45   | 3      | 3a Divisió | 7è      |                |
| 1945/46   | 3      | 3a Divisió | 5è      |                |
| 1946/47   | 3      | 3a Divisió | 4t      |                |
| 1947/48   | 3      | 3a Divisió | 13è     | 2a ronda       |